# 합장

합장하는 여성

합장(合掌, 산스크리트어: अंजलि)은 가슴 앞에서 손바닥을 합쳐 좌우 열 손가락을 펴서 포개는 일은 불교에서뿐만 아니라 옛날부터 행해진 인도의 일상적인 인사법이다.
이 예법은 승려와 신자 사이에 행하는 인사법이었으며 불타와 보살에 대한 예배의 방법이다. 이렇게 함으로써 자신의 마음이 불타와 보살에 전념하고 있음을 나타내는 것이다.
가톨릭 교회의 합장에서는 왼손과 오른손의 손바닥을 마주대고 오른손 엄지손가락을 왼손 엄지손가락 위에 십자모양으로 교차시켜 얹는다.
정교회, 성공회, 개신교 등 많은 기독교도 비슷한 동작이 있다.

## 같이 보기
- 나마스테
- 와이 (태국)